# Afrika Bambaataa
Afrika Bambaataa, artiestennaam van Kevin Donovan (New York, 17 april 1957), is een Amerikaans dj, producer en rapper. Hij wordt tot de belangrijkste artiesten gerekend die hebben bijgedragen aan de ontwikkeling van de elektronische muziek.

## Biografie
Afrika Bambaataa werd geboren in 1957 in de Bronx (New York). Op jonge leeftijd was hij als oprichter en lid betrokken bij de straatbende 'The Savage Seven'. Na een explosieve groei van deze bende werd de naam veranderd in 'Black Spades', en hij werd Division Leader.
Een bezoek aan Afrika zou zijn leven ingrijpend veranderen. Allereerst veranderde hij zijn naam in Afrika Bambaataa Aasim. Deze naam komt uit de speelfilm 'Zulu' (met Michael Caine) waarin de Zulu-krijgers dapper weerstand bieden tegen het Britse leger. Als Bambaataa probeerde hij zijn leidende rol zodanig te gebruiken dat het een wat positiever effect op de samenleving zou hebben. Dit leidde onder andere tot de oprichting van een groep politiek bewuste kunstenaars onder de naam 'The Organization' (later 'The Zulu Nation'). Geïnspireerd door DJ Kool Herc organiseerde Bambaataa halverwege de jaren zeventig de zogenaamde 'block party's' (wijkfeesten) in de Bronx, en hij stond al snel bekend als een van de beste dj's in het circuit.
Afrika Bambaataa bracht in 1982 het toen revolutionaire nummer "Planet Rock" uit, een van de eerste hiphophits (gebaseerd op de elektronische Krautrock van Kraftwerk), waarmee hij de basis legde voor een carrière als soloartiest. Het was tevens het eerste nummer binnen het muziekgenre dat later electrofunk zou gaan heten. In 1982 organiseerde Bambaataa ook de allereerste Europese hiphoptour met een groep bekende rappers en graffiti-kunstenaars.
Afrika Bambaataa wordt door sommigen gezien als de bedenker van de term 'hiphop', hoewel anderen van mening zijn dat het een andere dj moet zijn geweest. Of Bambaataa de benaming bedacht of niet, één ding is zeker: hij is degene die voor het eerst de vier hiphopelementen bedacht onder het motto "vecht met creativiteit, niet met wapens":
- rap / MC'ing
- breakdance
- dj'ing
- graffiti

Daarnaast wist Bambaataa bij het grote publiek ook nog onder de aandacht te komen door een tweetal bijzondere samenwerkingen:
- In 1984 nam hij samen met voormalig Sex Pistols-zanger Johnny Rotten (Johnny Lydon) het nummer "World destruction" op. De naam van deze gelegenheidsband was 'Time Zone'.
- In 1988 nam hij samen met UB40 het nummer "Reckless" op, wat een grote hit werd.

In 1991 werd een stuk rap uit het nummer Just Get Up And Dance gebruikt door de Britse housegroep Bassheads in hun hit Is There Anybody Out There?. Dit leidde tot een rechtszaak. Planet Rock verschijnt in 2001 als remix op het album Clockwork van drum-'n-bass -groep Stakka & Skynet. 

## Discografie

### Lp's
- 1986: Planet Rock - The Album (Tommy Boy Records)
- 1986: Beware (The Funk Is Everywhere) (Tommy Boy Records)
- 1987: Death Mix Throwdown (Blatant)
- 1988: The Light (EMI America)
- 1991: The Decade of Darkness 1990-2000 (EMI Records USA)
- 1996: Jazzin' by Khayan (ZYX)
- 1996: Lost Generation (Hot)
- 1996: Warlocks and Witches, Computer Chips, Microchips and You (Profile)
- 1999: Return to Planet Rock (Berger Music)
- 2000: Hydraulic Funk (Strictly Hype)
- 2004: Dark Matter Moving at the Speed of Light (Tommy Boy)

### Compilations
- 1997: Zulu Groove Hudson Vandam (compilatie)
- 1999: Electro Funk Breakdown (DMC)
- 2001: Electro Funk Breakdown (DMX) (compilatie)
- 2001: Looking for the Perfect Beat: 1980-1985 (Tommy Boy) (compilatie)

### Ep's en 12"'s
- 1992: Don't Stop... Planet Rock (The Remix EP) (Tommy Boy) (ep)
- 1993: Zulu War Chant (Profile) (12")
- 1993: What's the Name of this Nation?... Zulu Profile (12")
- 1994: Feel the Vibe DFC (12") (with Khayan)
- 1998: Agharta - The City of Shamballa (Low Spirit) (12") (samen met WestBam)
- 1999: Afrika Shox (samen met Leftfield)